# مقاطعة كلاي (كنتاكي)
مقاطعة كلاي (بالإنجليزية: Clay County)‏ هي إحدى المقاطعات في ولاية كنتاكي في الولايات المتحدة الأمريكية.

## أعلام
- ويليام لين كروفورد
- جون د. وايت
- بي. إف. شيلتون
- راي بينينغتون